# أول المطابع في العراق
أول المطابع في العراق
لم تعرف الطباعة في العراق ومنها العاصمة بغداد حتى أوائل القرن التاسع عشر، ابان العهد العثماني، وإذا سمع العراقي يومذاك ان الكتاب الكبير ذو الصفحات الكثيرة يطبع في يوم أو بعض يوم، تأخذه الحيرة ولا يكاد يصدق ما يسمع ويعده امراً مستحيلاً. بل من عد فن الطباعة ضرب من فنون السحر. ولكن من رأى منهم الطباعة في مصر وهي الأسبق من الدول العربية التي كانت خاضعة للعثمانيين، والتي جلبت المطابع، وكان للمصريين السبق في الولوج بهذا الميدان، وتبعهم أهل سوريا بجلب المطابع، فكان على العراقيين ان ينقلوا هذا الفن إلى مدنهم ليسايروا ركب التقدم في هذا المجال من خلال جلبهم المطابع إليها.
- بغداد:

تشير الدلائل والدراسات على وجود أول مطبعة حجرية في بغداد كان عام 1816م، وكانت تطبع صحيفة (جورنال العراق) وكان قد أسسها داود باشا الكرجي.
ثم أنشأت (مطبعة التفليسي)، في الكاظمية، حيث قام محمد باقر التفليسي، الذي تعود اصوله إلى مدينة تفليسي عاصمة جورجيا حالياً، وفي عهد الوالي داود باشا، بتأسيس (مطبعة التفليسي) سنة 1821م، وأشار اليها رزوق عيسى في مجلة لغة العرب،  وهي مطبعة حجرية، حيث كان محمد باقر التفليسي يتولى الطباعة بيده، فهجر هذه المطبعة اليدوية.وبعدها قام التفليسي وهو من المماليك، بالعمل في المطبعة التي قام الوالي داود باشا بتأسيسها، حيث كانت تربطهم علاقة خاصة كونهم من مدينة واحدة هي (تفليس)، وهي أول مطبعة حديدية إنكليزية الصنع، في العراق سنة 1830م، شبيهة باول مطبعة حديدية صنعت أوائل القرن التاسع عشر.اما أول مطبعة آلية (بخارية)، من مطابع بغداد في العهد العثماني، كانت في عهد الوالي مدحت باشا وقد جلبها إلى بغداد من بلاد الإفرنج (فرنسا)، هي (مطبعة الحكومة) وكان ذلك سنة 1869م، وسماها الزوراء، وقد صدرت جريدة (زوراء) في 15 حزيران 1869م، من هذه المطبعة. علماً كانت هناك مطبعة جلبها من بلاد الأعاجم شخص من أكابر الفرس اسمه الميرزا عباس سنة 1861م، وهي (مطبعة كامل التبريزي)، ولكنها اهملت وتركت لدخول المطابع البخارية.
- كربلاء: أول مطبعة جلبت إلى كربلاء في عهد المشير محمد رشيد باشا حاكم العراق، من قبل أحد اكابر الفرس كان سنة 1856م، وسماها (مطبعة كربلاء)، وكانت مطبعة حجرية وكانت تعمل حتى بعد سنة 1873م، وقد تركت لخلل في إدارتها.
- النجف: ان جلال الدين الحسيني صاحب جريدة الحبل المتين الفارسية، التي كانت تصدر في مدينة كلكتا في الهند، قام بتأسيس أول مطبعة في النجف أسماها (مطبعة النجف) وذلك سنة 1909م. وادارها فيما بعد محمود أفندي اليزدي، وهي مطبعة بخارية، وكانت تطبع فيها جريدة (نجف) بالفارسية.[6]
- الموصل: أسس الآباء الدومنيكان أول مطبعة في الموصل سنة 1856م،[7] ثم طوروها إلى مطبعة حروفية، فيها مسبك لصب الحروف وقسماً للتجليد الفني الحديث، وذلك سنة 1859م، وعرفت باسم (مطبعة الآباء الدومنيكان).[8]وفي الموصل ايضاً سنة 1863م، تم تأسيس (المطبعة الكلدانية).
- البصرة: أول مطبعة انشأت في البصرة كان في زمن والي البصرة مشير هدايات باشا وذلك عام 1888م، باسم (محمد أفندي باش كاتب)، وهو مؤسسها جلبي باشا زاده محمد علي وكانت تسمى (مطبعة الولاية) وصدرت منها صحيفة (بصرة) عام 1889م، وذكر علي الوردي ان اسمها (الفيحاء)، اصدرها موظف حكومي اسمه محمد علي جلبي زاده،[9] وهي أول صحيفة تصدر في البصرة، واستمرت حتى احتلال القوات البريطانية للبصرة عام 1914م.[10]
- كركوك: أول مطبعة تأسست في مدينة كركوك كانت (مطبعة الولاية) التي أسسها الوالي العثماني فيضي باشا سنة 1296ه‍/ 1878-1879م.[11] وجاء في كتاب تاريخ الطباعة والمطبوعات: ان في كركوك قد تأسست مطبعة تابعة للحكومة سنة 1881م، في عهد الوالي فيضي باشا، وكان الغرض منها لطبع جريدة رسمية، كما طبع فيها كتب قليلة أكثرها بالتركية.[12]
- الحلة: أسس المؤرخ عبد الرزاق الحسني أول مطبعة في الحلة سنة 1927م، وكان الغرض منها طبع (جريدة الفيحاء) التي أصدرها عام 1927م.
- السليمانية: انشأت في السليمانية مطبعة الحكومة وتسمى (مطبعة البلدية) وذلك سنة 1920، وقامت بنشر عشرة كتب وصحيفة واحدة.[13]
- أربيل: أنشأت فيها مطبعة (زاري كرمانجي) في راوندوز سنة 1926م.[14]